# Stroiești (Transnistria)
Stroiesti (en rumano: Stroiești; en ruso: Строенцы, romanizado: Stroentsy; en ucraniano: Строїнці, romanizado: Stroyintsí) es una comuna y pueblo ubicado en la parcialmente reconocida República de Transnistria, dentro del distrito de Rîbnița, aunque de iure pertenece a Moldavia. El pueblo es un famoso centro turístico del norte de Transnistria.

## Toponimia
Otros nombres históricos del pueblo existen en polaco: Stroińce. 

## Geografía
Stroiesti está ubicado a medio camino entre Rîbnița y Rașcov, a 23 kilómetros de Rîbnița.

## Historia
Stroińce era una aldea privada de la familia Lubomirski del voivodato de Brátslav durante los tiempos de la Mancomunidad polaco-lituana. En 1793, cuando Polonia fue dividida entre el reino de Prusia y el Imperio ruso, el pueblo pasó a manos de los rusos. En 1827 se construyó la iglesia de San Miguel Arcángel, el antiguo molino se construyó en 1881 y a finales de siglo, la mayoría de la población se dedicaba a la zapatería.
En 1924, Stroiesti pasó a formar parte del óblast autónomo de Moldavia, que pronto se convirtió en la República Socialista Soviética Autónoma de Moldavia, y en la República Socialista Soviética de Moldavia en 1940 durante la Segunda Guerra Mundial. De 1941 a 1944, Stroiesti fue administrada por el reino de Rumania como parte de la gobernación de Transnistria.

## Demografía
Según el censo de 2004, los rumanos representaban el 91,43% de la población local; los ucranianos son el 5,07%; y los rusos, el 2,46%.

## Infraestructura

### Arquitectura, monumentos y lugares de interés
Aquí se encuentra la iglesia de San Miguel Arcángel, una iglesia ortodoxa rusa, además de un antiguo molino de agua y la torre de los Vientos (construida en 1870 en la cima de la colina). En el pueblo se encuentra el manantial del Stroiesti, un área protegida.